# Robert Woonton
Robert Philip Woonton est un homme politique des îles Cook qui fut Premier Ministre du 11 février 2002 au 11 décembre 2004.

## Biographie
Robert Woonton est né en 1949 sur l'île de Manihiki. Après des études secondaires au Tereora College de Rarotonga, il partit faire des études de médecine aux Fidji. Celles-ci terminées, il travailla à l'hôpital d'Auckland puis de Rarotonga.
Il fut élu pour la première fois au Parlement aux élections de 1994 dans la circonscription de Manihiki sous l'étiquette du Democratic Party. Réélu en 1999, il obtint en novembre de la même année les portefeuilles des Affaires étrangères, de l'Immigration, des Ressources marines et de l'Agriculture dans le gouvernement de coalition de Terepai Maoate. Ayant des relations tendues avec Terepai Maoate, Woonton réussit en février 2002 avec l’aide de Geoffrey Henry (Cook Islands Party) et Norman George (New Alliance Party) à trouver une majorité de 15 députés pour faire voter une motion de censure contre Maoate avant de finalement se faire élire lui-même Premier Ministre. Il forma alors une nouvelle coalition de circonstance, composée cette fois-ci de membres des trois partis CIP, Demo et NAP. Geoffrey Henry fut nommé vice-Premier Ministre, les autres ministres étant Norman George, Jim Marurai, Peri Vaevaetaeroi Pare et Tom John Marsters. Là encore, celle-ci devait faire long feu. En novembre 2002, il y eut tout d’abord le limogeage de Norman George suivi en janvier 2003 par celui de Geoffrey Henry. Terepai Maoate fut nommé vice-Premier Ministre à sa place. Néanmoins soupçonné par Woonton de comploter contre le gouvernement, il fut à son tour remplacé à ce poste par Ngamau Mere Munokoa en novembre 2003. C'est dans ce contexte instable que se déroulèrent les élections septembre 2004. Dans un premier temps, le Democratic Party sembla sortir vainqueur du scrutin. Toutefois pas moins de 12 pétitions électorales avait été déposées par le CIP retardant d'autant la session parlementaire devant confirmer ou pas Woonton. Mais ce dernier qui n'avait dans sa circonscription de Manihiki que quatre voix d'avance sur son adversaire Henry Puna, vit finalement sa victoire annulée, des nouvelles élections devant avoir lieu en février. Entre-temps, il annonça vouloir former un gouvernement de coalition avec le Cook Islands Party de Geoffrey Henry. Cela entraîna une scission au sein du Democratic Party. Woonton décida alors de fonder son propre parti, le Demo Tumu. Il fut rejoint dans son projet par quatre autres membres du Democratic Party, Peri Vaevaetaeroi Pare, Jim Marurai, Upokomaki Simpson et Piho Rua. Finalement il renonça à se présenter à ces élections partielles pour des raisons familiales. Apii Piho se présenta à se place au nom du Democratic Party mais fut battu par Henry Puna.
Jim Marurai succéda à Woonton au poste de Premier Ministre. Woonton fut quant à lui nommé Haut Commissaire des îles Cook à Wellington. Il en fut limogé en mars 2006, soupçonné par son ancien allié Jim Marurai de comploter depuis la Nouvelle-Zélande contre le gouvernement.